# Irini Vasiliou
Irini Vasiliou (griechisch Ειρήνη Βασιλείου; englisch Eirini Vasileiou; * 18. März 1990 in Iraklio) ist eine griechische Sprinterin, die sich auf den 400-Meter-Lauf spezialisiert hat.

## Sportliche Laufbahn
Erste internationale Erfahrungen sammelte Irini Vasiliou im Jahr 2015, als sie bei den Balkan-Meisterschaften in Pitești mit neuer Bestleistung von 53,58 s die Silbermedaille im 400-Meter-Lauf gewann und mit der griechischen 4-mal-400-Meter-Staffel in 3:38,91 min den fünften Platz belegte. Im Jahr darauf gewann sie bei den Balkan-Hallenmeisterschaften in Istanbul in 54,18 s die Bronzemedaille im Einzelbewerb sowie in 3:42,94 min auch mit der Staffel. Anfang Juli schied sie bei den Europameisterschaften in Amsterdam mit 52,58 s im Halbfinale aus und verpasste mit der griechischen Stafette mit 3:31,66 min den Finaleinzug. Anschließend nahm sie über 400 Meter an den Olympischen Spielen in Rio de Janeiro teil, kam dort aber mit 54,37 s nicht über die erste Runde hinaus. 2017 erreichte sie dann bei den Weltmeisterschaften in London das Halbfinale über 400 Meter, in dem sie mit 53,27 s ausschied. 2018 klassierte sie sich bei den Mittelmeerspielen in Tarragona mit 53,20 s auf dem siebten Platz und schied anschließend bei den Europameisterschaften in Berlin mit 53,37 s in der Vorrunde aus und verpasste auch mit der Staffel mit 3:34,69 min den Finaleinzug.
2019 schied sie bei den Halleneuropameisterschaften in Glasgow mit 53,66 s in der ersten Runde aus und Anfang September siegte sie dann bei den Balkan-Meisterschaften in Prawez in 51,75 s über 400 Meter und belegte im 200-Meter-Lauf in 23,62 s den vierten Platz. Anschließend schied sie bei den Weltmeisterschaften in Doha mit 52,31 s in der Vorrunde aus. 2020 gewann sie bei den Balkan-Hallenmeisterschaften in Istanbul in 52,93 s die Silbermedaille und im Jahr darauf schied sie bei den Halleneuropameisterschaften in Toruń mit 53,31 s im Halbfinale aus. Ende Juni gewann sie dann bei den Balkan-Meisterschaften in Smederevo in 53,32 s die Bronzemedaille über 400 m und gewann im Staffelbewerb in 3:34,87 min die Silbermedaille. Anschließend startete sie erneut bei den Olympischen Spielen in Tokio und schied dort mit 53,16 s in der ersten Runde über 400 m aus. 2022 schied sie bei den Hallenweltmeisterschaften in Belgrad mit 53,62 s im Vorlauf aus, wie auch bei den Halleneuropameisterschaften 2023 in Istanbul mit 53,71 s. Im Juni wurde sie bei der 1. Liga der Team-Europameisterschaft im Rahmen der Europaspiele in Chorzów in 53,90 s Achte im B-Lauf und über 400 Meter und gelangte mit der Mixed-Staffel mit 3:23,10 min auf Rang sieben im B-Lauf. Anschließend belegte sie bei den Balkan-Meisterschaften in Kraljevo mit 2:04,86 min den siebten Platz über 800 Meter und gewann mit der Frauenstaffel in 3:33,35 min die Silbermedaille hinter dem ukrainischen Team.
In den Jahren von 2015 bis 2017 sowie 2021 und 2022 wurde Vasiliou griechische Meisterin im 400-Meter-Lauf im Freien sowie 2016, 2021 und 2023 auch in der Halle. 2019 siegte sie zudem über 200 Meter im Freien und 2021 in der Halle und 2016 wurde sie Landesmeisterin in der 4-mal-400-Meter-Staffel. 2022 und 2023 wurde sie Hallenmeisterin im 800-Meter-Lauf sowie 2023 auch im Freien.

## Persönliche Bestleistungen
- 200 Meter: 23,31 s (0,0 m/s), 23. August 2019 in Brüssel
  - 200 Meter (Halle): 23,51 s, 30. Januar 2021 in Wien
- 400 Meter: 51,75 s, 2. September 2019 in Prawez
  - 400 Meter (Halle): 52,76 s, 5. März 2021 in Toruń
- 600 Meter: 1:29,01 min, 22. Mai 2022 in Lausanne
  - 600 Meter (Halle): 1:29,33 min, 28. Januar 2023 in Manchester (griechische Bestleistung)
- 800 Meter: 2:03,83 min, 27. Mai 2023 in Oordegem
  - 800 Meter (Halle): 2:07,18 min, 3. Februar 2023 in Erfurt